# Sevilla FC (női csapat)
Az Sevilla Fútbol Club Femenino egy 2007-ben létrehozott labdarúgócsapat, mely a Sevilla FC női szakosztályát képviseli a spanyol élvonalban.
Mérkőzéseinek a Sevilla FC edzőközpontjában található Estadio Jesús Navas ad otthont.

## Sikerlista
- Segunda División
  - győztes (2): 2011–12, 2016–17

## Játékoskeret
2020. október 3-tól
| #  |     | Poszt | Név                                        |
| -- | --- | ----- | ------------------------------------------ |
| 1  | ESP | K     | Noelia Ramos                               |
| 22 | ESP | K     | Sara Serrat                                |
| 3  | ESP | V     | Lucía Ramírez                              |
| 5  | COL | V     | Isabella Echeverri                         |
| 14 | ESP | V     | María Bores                                |
| 20 | CHI | V     | Javiera Toro                               |
| 21 | ESP | V     | Maite Albarrán                             |
| 26 | ESP | V     | Teresa Mérida                              |
| 27 | ESP | V     | Nazareth                                   |
| 6  | ESP | KP    | Nagore Calderón                            |
| 7  | ESP | KP    | Carla Armengol (kölcsönben a Barcelonától) |

| #  |     | Poszt | Név                                      |
| -- | --- | ----- | ---------------------------------------- |
| 10 | ESP | KP    | Virginia García                          |
| 12 | AUS | KP    | Aivi Luik                                |
| 15 | ESP | KP    | Amparo Vega                              |
| 23 | COL | KP    | Natalia Gaitán                           |
| 24 | ESP | KP    | Ana Franco                               |
| 25 | ESP | KP    | Almudena Rivero                          |
| 28 | ESP | KP    | Inma Gabarro                             |
| 8  | ESP | CS    | Clàudia Pina (kölcsönben a Barcelonától) |
| 9  | ESP | CS    | Raquel Pinel                             |
| 11 | USA | CS    | Toni Payne                               |
| 17 | NAM | CS    | Zenatha Coleman                          |

## Statisztikák

### Szezonok
| Szezon  | Osztály             | Helyezés | Copa de la Reina |
| ------- | ------------------- | -------- | ---------------- |
| 2008–09 | División Regionales | 1.       |                  |
| 2009–10 | Primera División    | 11.      | Legjobb 16       |
| 2010–11 | Primera División    | 18.      | Nem vett részt   |
| 2011–12 | Segunda División    | 1.       |                  |
| 2012–13 | Primera División    | 12.      | Nem vett részt   |
| 2013–14 | Primera División    | 14.      | Nem vett részt   |
| 2014–15 | Primera División    | 16.      | Nem vett részt   |
| 2015–16 | Segunda División    | 3.       |                  |
| 2016–17 | Segunda División    | 1.       |                  |
| 2017–18 | Primera División    | 12.      | Nem vett részt   |
| 2018–19 | Primera División    | 10.      | Elődöntő         |